# QM/MM
QM/MM (Quantum Mechanics/Molecular Mechanics) 法は、正確な量子力学的手法 (QM) と高速な分子力学法 (MM) の各々の長所を組み合わせた計算化学の手法である。本手法によって、溶液やタンパク質における化学過程のような、大規模な系の取り扱いが可能になった。QM/MM法は1976年にウォーシェルとレビットの論文中で初めて発表された。ウォーシェルとレビットはカープラスと共に、「複雑な化学系のためのマルチスケールモデルの開発」という受賞理由で、2013年にノーベル化学賞を受賞した。
QM/MM法の大きな長所は効率が良いことである。ほとんどの素朴な分子力学法 (MM) の計算コストはO(N2) に比例する（ここでNは系の原子数を表す）。これは主に静電相互作用の項によるものである。 しかし、カットオフ半径、 周期系におけるペアリストの更新、粒子メッシュエバルト (PME) 法といった各手法を導入することで、計算量はO(N) からO(N2) 程度に削減できる。 換言すると、系の原子数を倍にしても、その計算時間は2倍から4倍程度に収まることを意味する。 一方で、単純な第一原理計算の計算コストはO(N3) に比例し、更に大きい場合もある（制限ハートリー＝フォック計算はO(N2.7)にスケールするとされてきた）。ここで、Nは基底関数の数を表し、 各原子は最低でも電子数個の基底関数を必要とする。 上述の計算量の限界を克服するため、関心のある小規模な部分系 (酵素の活性部位など) のみを量子力学的手法 (QM)により取り扱い、周囲を古典的に取り扱う。

## 問題点
QM/MM法は高効率な場合が多いが、扱い方には注意を要する。系の中でQMにより扱う領域を決定する必要があるが、その領域を変更すると、計算結果や計算時間に影響が生じる。系の原子配置やその平衡構造からのずれにより、QM領域とMM領域の相互作用は変わりうる。一般にQM領域とMM領域の境界はC-C結合上に設定され、電荷を帯びた原子団内には境界が無いようにする。このように系の電荷分布が異なると、モデルの質に影響しうる。